# Juan Pich y Pon
Juan Pich y Pon (Barcelona, 1 de marzo de 1878 - París, 21 de mayo de 1937) fue un político y empresario español. Empezó como obrero de la electricidad en sus primeros años, aunque posteriormente haría fortuna, llegando a ser propietario de varios periódicos. Miembro del Partido Republicano Radical de Alejandro Lerroux, durante el periodo de la Segunda República fue una figura destacada. Su carrera política se vio truncada tras su implicación en el «Estraperlo».  

## Biografía
Nacido en Barcelona en 1878, procedía de una familia de condición muy humilde y de hecho era casi analfabeto. Obrero de la electricidad en sus inicios, posteriormente haría fortuna a través de varios negocios y se convertiría en un prestigioso empresario del sector eléctrico. En su momento obtuvo un importante contrato municipal para la conservación del alumbrado público de Barcelona. A comienzos de la década de 1920 fue uno de los fundadores de la empresa Cooperativa de Fluido Eléctrico. El arquitecto Josep Puig i Cadafalch diseñó para él la llamada Casa Pich y Pon.
De filiación lerrouxista, fue miembro del Partido Republicano Radical desde su fundación. Concejal del Ayuntamiento de Barcelona desde 1905, fue además diputado provincial entre 1907 y 1911. Volvería a obtener el acta de concejal entre 1912 y 1915, periodo durante el cual ostentó varias veces la alcaldía barcelonesa de forma interina. En 1919 fue elegido presidente la Cámara de la Propiedad Urbana, puesto que ocuparía durante largos años. En 1918 fue elegido senador, y en las elecciones de 1919 obtuvo acta de diputado a Cortes por el distrito de Gandesa. Fue comisario de la Exposición Internacional de Barcelona (1929), junto con Francisco Cambó. Propietario de la empresa Publicaciones Gráficas, a lo largo de su vida fundó y fue propietario de varios periódicos: La Tribuna, El Día Gráfico (1913) y La Noche (1924).
Durante la etapa de la Segunda República tuvo una actividad destacada. En 1933, siendo ministro Juan José Rocha, fue nombrado subsecretario de Marina. Posteriormente ocuparía los cargos de alcalde de Barcelona (enero-octubre de 1935) y gobernador general de Cataluña (1935). Implicado en el escándalo del «Estraperlo», acabaría viéndose afectado y tuvo que dimitir de sus cargos, abandonando la política. Su caída en desgracia tuvo un efecto demoledor para la organización del Partido Radical en Cataluña, que acabaría hundiéndose poco después. Pich se exilió en Francia poco después de comenzar la Guerra Civil. 
Falleció en París en 1937.

## Piquiponada
Pich y Pon es conocido por haber dado nombre a la piquiponada —error de pronunciación y sustitución de palabra por otra eufónica pero de diferente significado—. Juan Pich era dado a cometer numerosos errores en sus discursos e intervenciones, los cuales se debían a la confusión sobre el significado de palabras o frases hechas, y a mezclar metáforas y paremias. Algunos de estos ejemplos son frases como “En la Rambla de Cataluña han abierto un restaurante con luz genital”, “Para mí, el tirano más famoso fue el Tirano de Bergerac” o “Este calor es impropio de estos días. Parece que hayamos entrado en plena calígula”.